# Graniczna Placówka Kontrolna Dziwnów

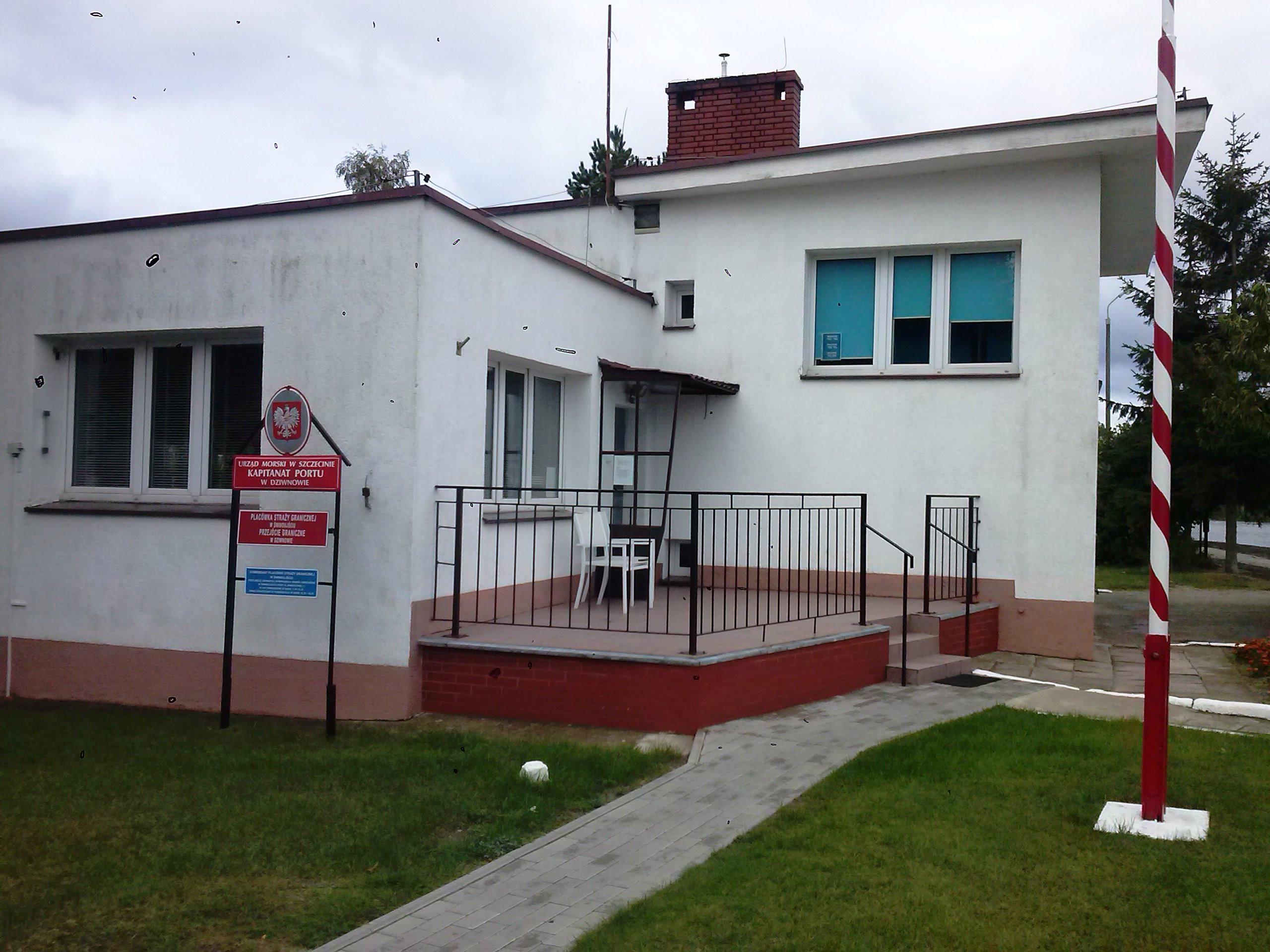
Budynek GPK w Dziwnowie

Graniczna Placówka Kontrolna Dziwnów – pododdział Wojsk Ochrony Pogranicza pełniący służbę na przejściu granicznym.
Jesienią 1965 placówka weszła w podporządkowanie Komendy wojewódzkiej Milicji Obywatelskiej.
Graniczna Placówka Kontrolna SG Dziwnów z dniem 1 stycznia 2000 została zniesiona.

## Dowódcy placówki
- ppor. Kazimierz Dębecki (? – 1953)
- ppor. Andrzej Błądek (1953 – ?)
- por Józef Kasperek (1954 – ?)
- kpt. Władysław Kataryński (1962 – 1965 i dalej)
- Ryszard Szychowski[3]
- por. Marian Kowalczuk[3]
- kpt. Nowakowski[3]